# Довер (Тенеси)
Довер (енгл. Dover) град је у америчкој савезној држави Тенеси.

## Демографија
По попису из 2010. године број становника је 1.417, што је 25 (-1,7%) становника мање него 2000. године.
| Група             | 2000.         | 2010.         |
| Белци             | 1.362 (94,5%) | 1.341 (94,6%) |
| Афроамериканци    | 44 (3,1%)     | 27 (1,9%)     |
| Азијати           | 1 (0,1%)      | 3 (0,2%)      |
| Хиспаноамериканци | 12 (0,8%)     | 18 (1,3%)     |
| Укупно            | 1.442         | 1.417         |